# Moderata Fonte

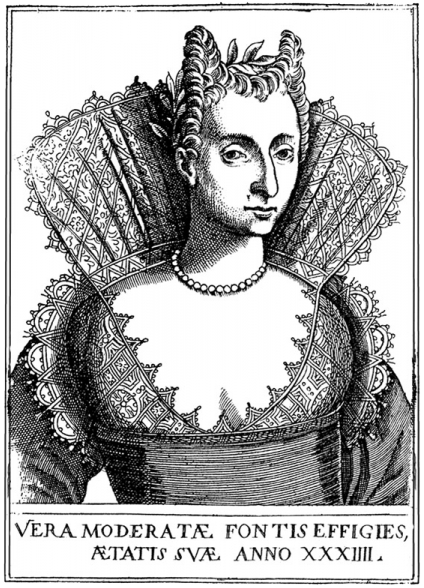
Anoniem portret van Moderata Fonte

Moderata Fonte, pseudoniem van Modesta da Pozzo de' Zorzi (Venetië, 15 juni 1555 – aldaar, 2 november 1592) was een Italiaans schrijver en dichter. Zij is vooral bekend vanwege haar protofeministische werken Giustizia delle donne en Il merito delle donne.

## Biografie
Fonte was het tweede kind van Girolamo da Pozzo en Mariëtta dal Moro, allebei afkomstig uit welgestelde Venetiaanse families. Zij overleden toen Fonte één jaar oud was aan de pest. Fonte en haar twee jaar oudere broer Leonardo kwamen bij hun grootmoeder en haar tweede echtgenoot terecht, maar Fonte werd vervolgens in een convent geplaatst, waar ze leerde lezen en schrijven. Toen ze negen was keerde ze terug naar haar grootouders en broer, die ondertussen naar een Latijnse school ging. Ze vroeg haar broer te vertellen wat hij op school had geleerd, en breidde zo haar eigen kennis uit. Ze schreef veel en had naar verluidt een erg goed geheugen. Ze raakte bevriend met de iets oudere dochter van haar grootvader, Saracena, en verhuisde met haar mee toen deze trouwde. De echtgenoot van Saracena, Giovanni Doglioni, schreef na Fonte's dood haar biografie. In deze tijd schreef ze haar riddergedicht Floridoro.
In 1583 trouwde Fonte met belastingadvocaat Filippo de' Zorzi. Hij was drie jaar jonger, wat in die tijd vrij ongebruikelijk was, en gaf haar op enig moment een deel van haar bruidsschat terug. Ze kregen vier kinderen, twee jongens en twee meisjes. Fonte overleed bij de geboorte van de jongste op 2 november 1592.

## Werken
Fonte's bekendste werken zijn Giustizia delle donne ('gerechtigheid van de vrouwen') en Il merito delle donne ('de verdienste van de vrouwen'), twee werken waarin ze de maatschappelijke positie van vrouwen bespreekt. Dit doet ze aan de hand van een groep fictieve vriendinnen die dit onderwerp samen bespreken. Fonte uitte in deze werken dat mannen en vrouwen gelijk zijn, maar dat mannen op onrechtmatige wijze een betere positie hebben verworven door vrouwen te onderdrukken. Ze schreef deze werken in 1592 (volgens haar biograaf maakte ze het de dag voor haar dood af), maar ze werden in 1600 postuum gepubliceerd.
Een ander bekend werk is haar I tredici canti del Floridoro ('de dertien canto's van Floridoro'), een riddergedicht. Verder schreef ze een muzikaal toneelstuk en enkele religieuze gedichten.